# Latinerbroen
Latinerbroen (på bosnisk, kroatisk og serbisk: Latinska ćuprija / Латинска ћуприја, kendt som Principov most / Принципов мост - "Princip Broen" under den Yugoslaviske æra) er en osmannisk bro fra 1798 over floden Miljacka i Sarajevo, Bosnien-Hercegovina. Broens nordlige ende er stedet hvor mordet på ærkehertug Franz Ferdinand af Østrig blev begået af Gavrilo Princip i 1914, hvilket blev casus belli for 1. verdenskrig.

## Arkitektonisk og historisk
Broen har fire buer og hviler foruden på flodens breder også på tre søjler i floden. De to hulrum (eller øjne) over midtersøjlerne er så karakteristiske, at de kan ses i Sarajevos byvåben. Grundet tung trafik i tiden under Østrig-Ungarn blev fortove på konsoller tilføjet broen.
I den jugoslaviske æra var broen kendt som Principov most / Принципов мост - "Princips Bro".

## Attentat
Den 28. juni 1914 ved svinget fra højre bred til en tilstødende gade, skød og dræbte den serbiske nationalist Gavrilo Princip Franz Ferdinand, arvingen til den østrig-ungarske trone. Dette var den umiddelbare årsag til begyndelsen på den 1. verdenskrig. 
Under den jugoslaviske æra blev broen omdøbt til "Princip", men blev atter tildelt sit oprindelige navn efter Krigene i Jugoslavien